# 시스템 통합 업체
시스템 통합 업체 또는 시스템 통합자(system integrator, systems integrator)는 정보 시스템의 개발에 관하여 상담하고 그에 따라 설계, 개발, 운용, 보수, 관리 등 일체 업무를 담당하는 정보 통신 기업을 말한다. 통상 SI 업체로 부르는 경우가 많다.
시스템 통합자는 구성 요소 하위 시스템을 전체로 통합하고 해당 하위 시스템이 함께 작동하도록 보장하는 작업(시스템 통합)을 전문으로 하는 개인 또는 회사이다. 또한 자동화 문제도 해결한다. 시스템 통합자는 다양한 분야에서 일할 수 있지만 이 용어는 일반적으로 컴퓨터 네트워킹, 방위 산업, 대중 매체, 엔터프라이즈 애플리케이션 통합, 비즈니스 프로세스 관리 또는 수동 컴퓨터 프로그래밍과 같은 정보 기술(IT) 분야에서 사용된다. 데이터 품질 문제는 시스템 통합업체의 업무에서 중요한 부분이다.

## 필수 기술
시스템 통합 엔지니어는 광범위한 기술을 필요로 하며 지식의 깊이보다는 폭넓은 지식으로 정의될 가능성이 높다. 이러한 기술에는 소프트웨어, 시스템 및 엔터프라이즈 아키텍처, 소프트웨어 및 하드웨어 엔지니어링, 인터페이스 프로토콜, 일반적인 문제 해결 기술이 포함될 수 있다. 해결해야 할 문제는 가장 넓은 의미를 제외하고는 이전에 해결되지 않았을 가능성이 높다. 여기에는 시스템 통합 엔지니어가 "모든 것을 하나로 통합"하는 광범위한 엔지니어의 의견을 바탕으로 새롭고 도전적인 문제가 포함될 가능성이 높다.

## 성능 기술 통합
시스템 통합자는 일반적으로 고객의 요구 사항을 기존 제품과 일치시키는 데 능숙해야 한다. 귀납적 추론 능력은 시스템이나 GUI를 작동하는 방법을 빠르게 이해하는 데 유용한다. 시스템 통합자는 다양한 제품에 대해 많은 것을 알고 있는 일반 전문가가 됨으로써 이익을 얻는 경향이 있다. 시스템 통합에는 상당한 양의 진단 및 문제 해결 작업이 포함된다. 기존 제품과 소프트웨어 구성 요소를 조사하는 능력도 도움이 된다. 이러한 정보 시스템의 생성에는 맞춤형 프로토타입이나 컨셉의 설계 또는 구축이 포함될 수 있다.

## 같이 보기
- 비즈니스 프로세스 아웃소싱